# Anatole Lapine
Pour les articles homonymes, voir Lapine.
Anatole Lapine (né le 23 mai 1930 à Riga en Lettonie, mort le 29 avril 2012 en Allemagne) est un designer letton d'automobile.

## Biographie
Après des études à Hambourg, il quitte l'Allemagne pour les États-Unis en 1951 pour aller travailler à la General Motors. Lapine revient en Allemagne en 1965 pour diriger le centre de recherche du style d'Opel. Le 15 avril 1969, il est recruté par le constructeur automobile Porsche (sous la direction générale de Ernst Fuhrmann (en)) en tant que directeur du centre de style, poste qu'il occupera jusqu'en 1988. 
Anatole Lapine sera le créateur de la ligne de la Porsche 928. Il a dirigé par ailleurs l'équipe chargée du style de la Porsche 944. On lui doit également les décorations des voitures de courses Porsche au début des années 1970 (Porsche 917 et 908/03)
Il sera remplacé au poste de directeur du centre de style par Harm Lagaay, qui, en tant que collaborateur d'Anatole Lapine, avait participé au dessin de la Porsche 924.